# آزی (بوخولت)
آزی (انگلیسی: Aasee) نام دریاچه‌ای در بوخولت است. این دریاچه در ارتفاع 23 متری سطح دریا قرار داشته و 0.32 کیلومتر مربع مساحت دارد.